# Altes Rathaus (Holzkirchen)

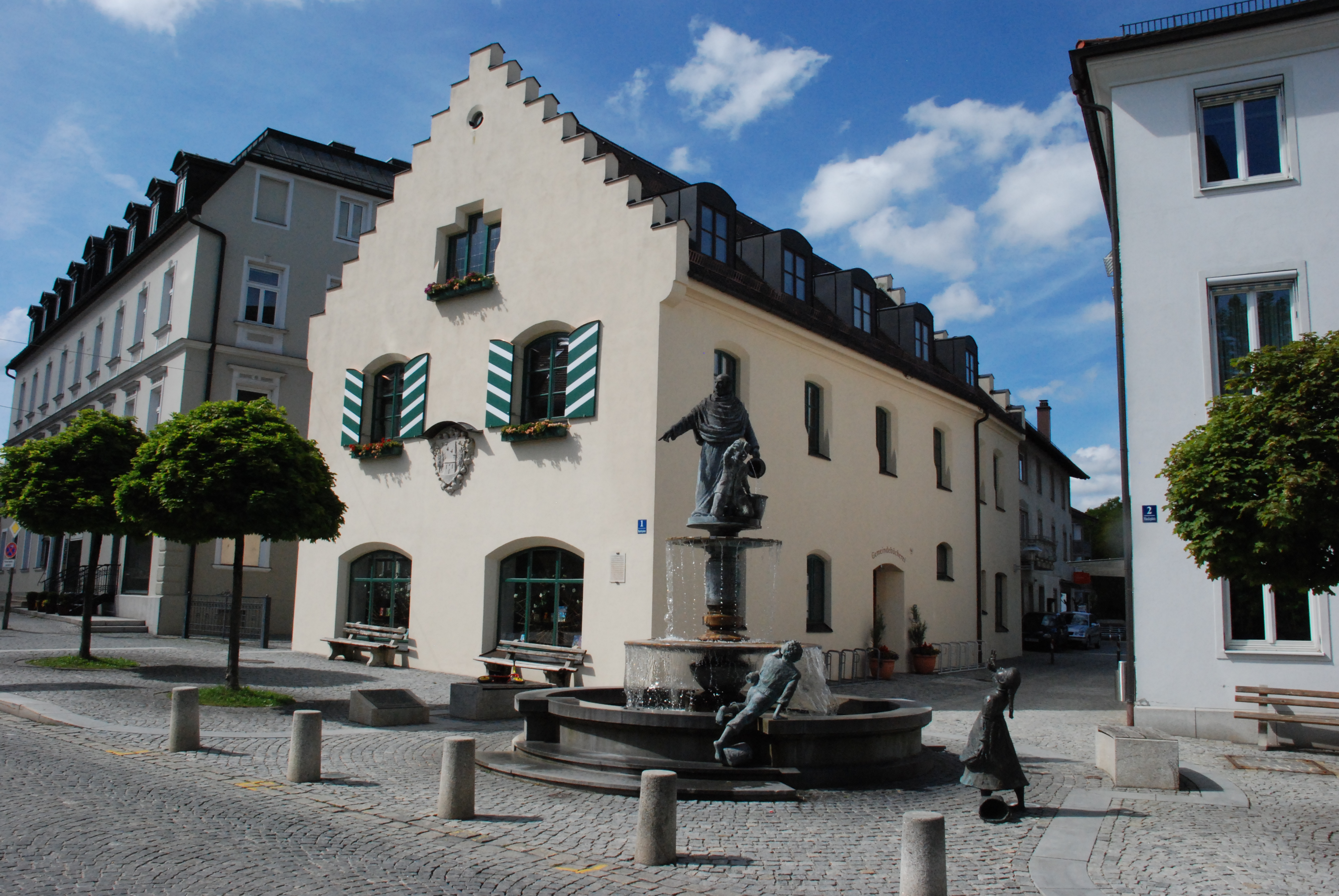
Altes Rathaus mit Brunnen in Holzkirchen

Das Alte Rathaus in Holzkirchen, einer Marktgemeinde im oberbayerischen Landkreis Miesbach, wurde im Kern wohl im 17./18. Jahrhundert errichtet. Das ehemalige Rathaus am Marktplatz 1 ist ein geschütztes Baudenkmal. Neben dem alten Rathaus wurde das neue Rathaus gebaut.
Der zweigeschossige giebelständige Satteldachbau mit Treppengiebeln wurde in den Jahren 1842 und 1896 in neugotischen Formen umgebaut.
Im alten Rathaus wurde die Gemeindebücherei eingerichtet.